# ۱۵۸۵ (میلادی)
۱۵۸۵ (میلادی) هزار و پانصد و هشتاد و پنجمین سال تقویم میلادی است.

## زادگان
- لان یینگ، نقاش چینی
- 9 سپتامبر - کاردینال ریشلیو : روحانی و سیاستمدار فرانسوی.
- ۲۷ ژانویه – هندریک آورکامپ، نقاش هلندی (د. ۱۶۳۴)
- ۹ اکتبر – هاینریش شوتس، آهنگساز آلمانی (د. ۱۶۷۲)

## درگذشتگان
- ۲۷ دسامبر – پییر دو رونسار، شاعر و نویسنده فرانسوی (ز. ۱۵۲۴)